# Krajići
Krajići is een plaats in de gemeente Oprtalj in de Kroatische provincie Istrië. De plaats telt 15 inwoners (2001).